# سنت-فلاوی، کبک
سَنت-فلاوی (به فرانسوی: Sainte-Flavie) قصبه‌ای در منطقه شهری لا میتیس ناحیه با-سن-لوران در استان کبک کانادا است. در سرشماری سال ۲۰۱۱ این قصبه ۹۵۶ نفر جمعیت داشته‌است و مساحت آن ۳۷٫۶۲ کیلومتر مربع است.